# Rimpineva - Matilanneva
Rimpineva - Matilanneva este o arie protejată (arie specială de conservare — SAC, sit de importanță comunitară — SCI, arie de protecție specială avifaunistică — SPA) din Finlanda întinsă pe o suprafață de 599 ha, integral pe uscat.

## Localizare
Centrul sitului Rimpineva - Matilanneva este situat la coordonatele 64°14′00″N 26°47′16″E / 64.2333°N 26.7878°E.

## Înființare
Situl Rimpineva - Matilanneva a fost declarat sit de importanță comunitară în august 1998 pentru a proteja 20 de specii de animale. Alte tipuri de protecție:
- arie de protecție specială avifaunistică (în august 1998)[2]
- arie specială de conservare (în aprilie 2015)[1][3][4]

## Biodiversitate
Situată în ecoregiunea boreală, aria protejată conține 3 habitate naturale: Turbării Aapa, Taiga vestică, Mlaștini împădurite.
La baza desemnării sitului se află mai multe specii protejate de  păsări (20): rață sulițar (Anas acuta), gâscă de semănătură (Anser fabalis), ciuf de câmp (Asio flammeus), rața moțată (Aythya fuligula), prundaș de nămol (Calidris falcinellus), bătăuș (Calidris pugnax), erete vânăt (Circus cyaneus), lebădă de iarnă (Cygnus cygnus), ciocănitoare neagră (Dryocopus martius), șoim de iarnă (Falco columbarius), șoimul rândunelelor (Falco subbuteo), vânturel roșu (Falco tinnunculus), cufundar mic (Gavia stellata), cocor (Grus grus), becațină mică (Lymnocryptes minimus), codobatura galbenă (Motacilla flava), notatița cu ciocul subțire (Phalaropus lobatus), ploier auriu (Pluvialis apricaria), chiră de baltă (Sterna hirundo), fluierar de mlaștină (Tringa glareola).